# Yüksel Koptagel
Yüksel Koptagel   (Istanbul, 27 d'octubre de 1931) fou una pianista i compositora turca, i neta del general Osman Nuri Koptagel, comandant de la Guerra d'Independència Turca. El seu besavi matern Abdul Karim Khan Tareen, un metge, havia emigrat des de Multan, l'Índia Britànica (actual Pakistan) i s'havia establert a Istanbul, adoptant el nom Abdul Karim Bey.
Koptagel va estudiar música amb el compositor i director d'orquestra Cemal Reşit Rey i més tard amb Alexander Tansman, José Cubiles, Tony Aubin, Joaquin Rodrigo i Lazare Levy a París i Madrid. Després de completar els estudis, Koptagel va prendre una posició de pianista amb l'Orquestra Simfònica de l'Istanbul i va treballar com a pianista i compositor.
A la dècada de 1960 (durant el règim de Muhammad Ayub Khan) va visitar Multan per localitzar les seves arrels maternes i va conèixer els descendents de germans d'Abdul Karim Tareen.

## Obres
Les obres seleccionades inclouen:
- Quand nous nous Sommes séparés (André viaud després de George Gordon Noel Byron, Lord Byron)
- Pastorale piano solo
- Impressió de Minorque piano solo
- Epitafio de un Muchacho Muerto en abril per a piano
- Suite fòssil (Suite im Alten Stil) per a piano o guitarra
- Tamzara (Türkischer Tanz) per a guitarra